# DisCuentos
DisCuentos. Cuentos infantiles sobre discapacidad (ed. El Gato de 5 Patas, 2009 Rivas-Vaciamadrid, ISBN 978-84-613-3053-9) es una antología compilada por el escritor y periodista madrileño Rubén Serrano, destinada a sensibilizar a la infancia sobre el papel en la sociedad de las personas con discapacidad.
La antología cuenta con la participación de 17 escritores españoles e hispanoamericanos contemporáneos. El libro ha sido ilustrado por el dibujante Rubén Francia.

## Cuentos
DisCuentos, además de ser un ameno libro infantil, cumple una función muy necesaria: que los niños con diversidad funcional aparezcan en los cuentos y en el arte no como discapacitados, sino como protagonistas o personajes de una historia, que se enamoran, descubren al impostor, viajan y encuentran la piedra filosofal. Todo ello independientemente de su condición de personas con diversidad funcional.
Los cuentos que componen la antología son los siguientes:
- El gato que solo tenía cuatro patas, de Magnus Dagon
- Bobgat, de David Jasso
- El planeta Guaravayavaya, de Alberto García-Teresa y Cristina Alonso
- El milagro del hada lisiada, de María Delgado
- La bola mágica de Mishi-fuz, de Juan Ángel Laguna Edroso
- Daniel el Pirata, de Juan Díaz
- Gabriela y Teoteo, de Claudia Pointet
- Tiputí, de Tanya Tynjälä
- Las aventuras del Capitán Marcelino, de Juan de Dios Garduño
- El amor es ciego, de Roberto Malo
- El pianista misterioso, de Melanie Taylor
- Polvito, de Diomenia Carvajal
- Magia, en una cálida noche de verano, de Dorina Clark
- Dos Trenzas, de Emilio Bueso
- El campeón del amor, de Roque Pérez Prados
- La misión que el abad encomendó a Min Su, de Sergio Mars
- Mare Serenitatis, de Ismael Martínez Biurrun